# علم الزلازل الشرعي
علم الزلازل الشرعي هو استخدام علم الأدلة الجنائية لتقنيات علم الزلازل في الكشف عن الظواهر البعيدة ودراستها، لا سيما الانفجارات، بما في ذلك ما تتسبب فيه الأسلحة النووية.
نظرًا لفعالية انتشار الموجات الزلزالية عبر الأرض والصعوبات الفنية لفصل الانفجارات للحد من الإشعاع الزلزالي الناتج عنها، يُعَد علم الزلازل الشرعي أحد الأساليب المهمة لفرض الحظر على الاختبارات النووية تحت الأرض.
بالإضافة إلى الانفجارات النووية، يمكن لعلم الزلازل الشرعي الكشف عن آثار العديد من أنواع الانفجارات الأخرى أيضًا وتحليلها، إلى جانب ظواهر أخرى أيضًا، مثل موجات المحيطات (الهزات الأرضية الخفيفة العامة)، وحركة الجبال الجليدية في قاع البحر أو اصطدامها بجبال جليدية أخرى، أو الانفجارات التي تحدث داخل الغواصات.
ومن المؤسسات الخبيرة في علم الزلازل الشرعي: أيه دابليو أي بلاك نيست، ومختبر لوس ألاموس الوطني، ومختبر سانديا الوطني، ومختبر لورانس ليفرمور الوطني.